# Granito descompuesto

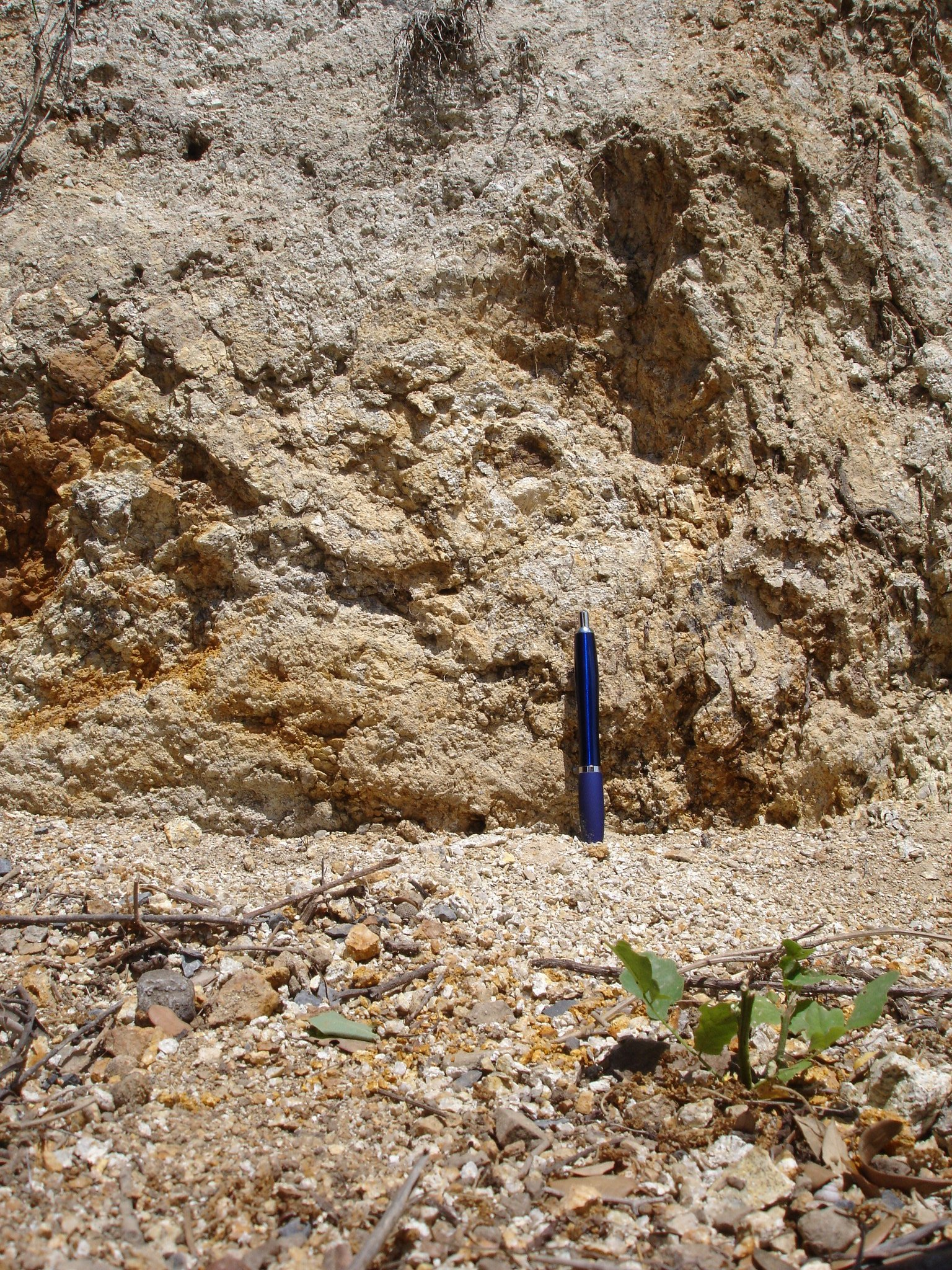
Granito de Targasonne descomponiéndose en jabre y grus en el "Chaos" (morrena del mismo nombre, cerca de Font-Romeu-Odeillo-Via en el departamento de Pirineos Orientales, al sur de Francia)

El jabre, sauló o granito descompuesto es roca de granito que se desgasta hasta el punto en que el material original queda fracturado en pedazos más pequeños de granito más débil. La erosión adicional produce material fácilmente desmoronable, peligroso para la construcción, en mezclas de partículas del tamaño de grava. Distintos tipos de granito tienen diferentes propensiones a la erosión y, por lo tanto, diferentes probabilidades de producir jabre. 

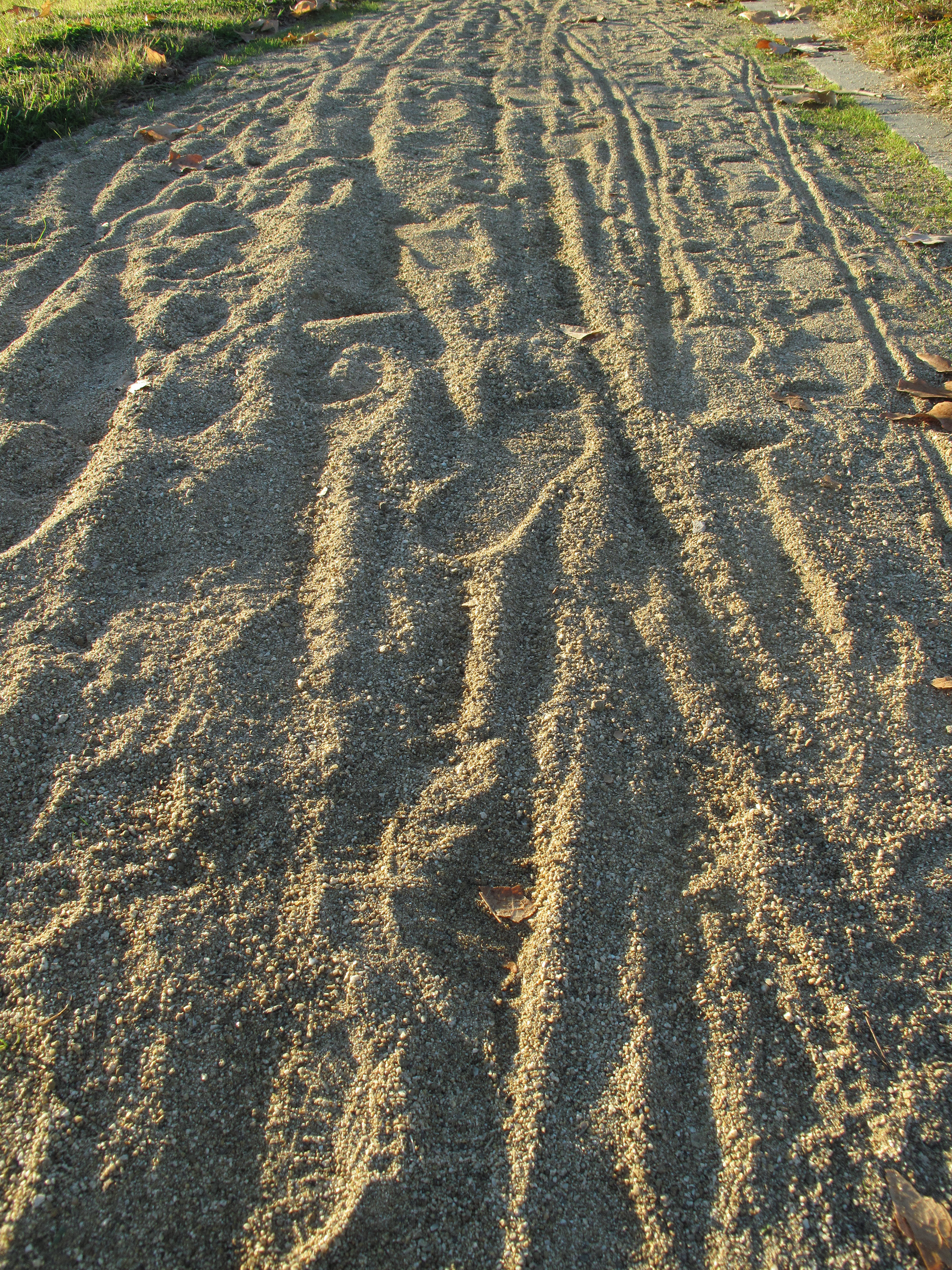
Camino de sauló

El jabre, en forma de piedra triturada, se utiliza como material de construcción de caminos, principalmente. El granito descompuesto también se utiliza a veces como componente de mezclas de tierra para el cultivo de bonsáis .  